# Samuelhamaren
Der Samuelhamaren ist ein 1649 m hoher Berg in der Heimefrontfjella des ostantarktischen Königin-Maud-Lands. Er ragt im westlichen Teil der Tottanfjella auf.
Wissenschaftler des Norwegischen Polarinstituts benannten ihn 1967 nach dem Geodäten Milne Murray Samuel (* 1941) vom British Antarctic Survey, der in den antarktischen Wintern der Jahre 1963, 1964, 1966 und 1967 auf der Halley-Station tätig war.